# Premio Hertzog
El Premio Hertzog (en afrikáans: Hertzogprys) es un premio anual a escritores en afrikáans por la Academia Sudafricana de las Artes y las Ciencias (Suid-Afrikaanse Akademie vir Wetenskap en Kuns), antes la Academia Sudafricana para la Lengua, la Literatura y las Artes (Zuid-Afrikaanse Akademie voor Wetenschap, Letteren en Kunst).  Es el más prestigioso premio literario del país. Lleva el nombre de Barry Hertzog.
El montante del premio en 2010 fue de 17 000 rands (~1800 €). Desde 1994, lo patrocina el semanario Rapport.

## Galardonados

### Poesía
- 1916 - Totius (Trekkerswee).
- 1926 - A.G. Visser (Gedigte).
- 1928 - A.G. Visser (Rose van herinnering);  C.M. van den Heever (Die nuwe boord).
- 1934 - Totius (Passieblomme);  C. Louis Leipoldt (Skoonheidstroos);  W.E.G. Louw (Die ryke dwaas).
- 1937 - I.D. du Plessis (Vreemde liefde en Ballades);  N.P. van Wyk Louw (Alleenspraak)
- 1940 - N.P. van Wyk Louw (Die halwe kring).
- 1943 - Elisabeth Eybers (Die stil avontuur,  Belydenis in die skemering).
- 1947 - D.J. Opperman (Heilige beeste).
- 1951 - Toon van den Heever (Gedigte 1919, Eugène en ander gedigte 1931).
- 1962 - Ernst van Heerden (Die klop).
- 1965 - N.P. van Wyk Louw (Tristia).
- 1968 - Boerneef (póstumo).
- 1971 - Elisabeth Eybers (Onderdak).
- 1974 - Uys Krige (Uys Krige: 'n keur uit sy gedigte).
- 1977 - Wilma Stockenström (Van vergetelheid en van glans).
- 1980 - D.J. Opperman (Komas uit 'n bamboesstok).
- 1983 - Sheila Cussons (toda su obra).
- 1984 - Breyten Breytenbach ( "Yk" ).
- 1987 - T.T. Cloete (Idiolek en Allotroop, Jukstaposisie y Angelliera is eervol vermeld)
- 1990- Antjie Krog (Lady Anne).
- 1993 - T.T. Cloete (Met die aarde praat).
- 1996 - Ina Rousseau ( 'n Onbekende jaartal).
- 1999 - Breyten Breytenbach (Oorblyfsels: 'n Roudig y Papierblom).
- 2002 - Henning Pieterse (Die burg van hertog Bloubaard).
- 2005 - Petra Müller (Die aandag van jou oë).
- 2008 - Breyten Breytenbach (Die Windvanger').
- 2011 - Johann de Lange (Die algebra van nood).
- 2014 - Marlene van Niekerk (Kaar)
- 2017 - Antjie Krog (Medewete)
- 2020 - Johan Myburg (Uittogboek)

### Drama
- 1926 - J.F.W. Grosskopf (As die tuig skawe y Drie eenbedrywe).
- 1935 - H.A. Fagan (Die ouderling en ander toneelstukke).
- 1944 - C.L. Leipoldt (Die heks y Die laaste aand).
- 1952 - Gerhard Beukes (Langs die steiltes, Salome dans, As ons twee eers getroud is en agt eenbedrywe); W.A. de Klerk (Die jaar van die vuur-os, Drie vroue, Drie dramas y Vlamme oor La Roche).
- 1956 - D.J. Opperman (Periandros van Korinthe).
- 1960 - N.P. van Wyk Louw (Germanicus).
- 1969 - D.J. Opperman (Voëlvry).
- 1972 - P.G. du Plessis (Siener in die suburbs y Die nag van Legio).
- 1978 - Bartho Smit (Putsonderwater, Moeder Hanna, Christine y Die verminktes).
- 1981 - Henriette Grové (Ontmoeting by Dwaaldrif en al haar ander dramatiese werk).
- 1985 - Uys Krige (toda su obra)
- 1991 - Chris Barnard (toda su obra)
- 1994 - Reza de Wet (Vrystaat-trilogie y Trits: Mis, Mirakel, Drif)
- 1997 - Reza de Wet (Drie susters twee).
- 2000 - André Brink (Die Jogger).
- 2003 - Pieter Fourie (toda su obra)
- 2006 - Deon Opperman (toda su obra hasta 2005)
- 2009 - Deon Opperman (Kaburu)
- 2012 - Adam Small (toda su obra hasta 1983)
- 2015 - Tertius Kapp (Rooiland y Oorsee)

### Prosa
- 1917 - Jochem van Bruggen (Teleurgestel)
- 1920 - Leon Maré (Ou Malkop).
- 1925 - Jochem van Bruggen (Ampie: die natuurkind).
- 1926 - D.F. Malherbe (Die meulenaar).
- 1927 - Jochem van Bruggen (Ampie: die meisiekind);  C.J. Langenhoven (Skaduwees van Nasaret);  Sangiro (Diamantkoors and Twee fortuinsoekers).
- 1930 - D.F. Malherbe (Hans-die-Skipper);  G.C. and S.B. Hobson (Kees van die Kalahari).
- 1933 - Jochem van Bruggen (Die sprinkaanbeampte van Sluis).
- 1936 - Mikro (Toiings y Pelgrims).
- 1939 - D.F. Malherbe (Saul die worstelheld y Die profeet).
- 1942 - C.M. van den Heever (Laat vrugte).
- 1945 - Sangiro (toda su obra).
- 1953 - Maria Elizabeth Rothmann (toda su obra).
- 1957 - Elise Muller (Die vrou op die skuit).
- 1958 - N.P. van Wyk Louw (Die mens agter die boek, Maskers van die erns, Lojale verset y Berigte te velde).
- 1961 - F.A. Venter (Swart pelgrim y Geknelde land).
- 1964 - Etienne Leroux (Sewe dae by die Silbersteins).
- 1970 - Karel Schoeman (By fakkellig,  'n Lug vol helder wolke y Spiraal).
- 1973 - Chris Barnard (Mahala y Duiwel-in-die-bos).
- 1976 - Anna M. Louw (Kroniek van Perdepoort).
- 1979 - Etienne Leroux (Magersfontein, O Magersfontein!).
- 1982 - Hennie Aucamp (toda su prosa).
- 1984 - Henriette Grové (Die kêrel van die Pêrel).
- 1986 - Karel Schoeman ( 'n Ander land)
- 1989 - Etienne van Heerden (Toorberg).
- 1992 - Wilma Stockenström (Abjater wat so lag).
- 1995 - Karel Schoeman (Hierdie lewe).
- 1998 - Elsa Joubert (Die reise van Isobelle).
- 2001 - André Brink (Donkermaan).
- 2004 - Ingrid Winterbach (Niggie).
- 2007 - Marlene van Niekerk (Agaat).
- 2010 - Etienne van Heerden (30 Nagte in Amsterdam).[1]
- 2013 - Ingrid Winterbach (Die aanspraak van lewende wesens)
- 2016 - Willem Anker (Buys)

### Trabajos científicos
- 1943 - J. du P. Scholtz (Die Afrikaner en sy taal).
- 1944 - C. Beyers (Die Kaapse Patriotte).